# آئنیا (شهر)

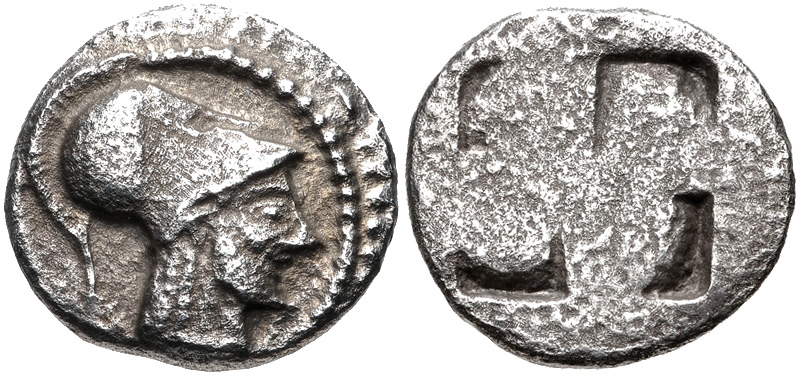
ضرب سکه انیا، با پرتره آینیاس. حدود ۵۱۰–۴۸۰ قبل از میلاد.

انیا (به انگلیسی: Aenea) (/əˈni:ə/؛ یونانی باستان: Αἴνεια, Aineia) یک شهر یونانی باستان در شمال غربی خالکیدیکه بود که گفته می‌شود توسط آئنیاس تأسیس شده‌است و به گفته تیتوس لیویوس در مقابل پیدنا و ۱۵ مایلی از سالونیک واقع شده‌است. به نظر می‌رسد که روی دماغه مگالو امبولو که گوشه شمال غربی شبه جزیره کالسیدیس را تشکیل می‌دهد، قرار داشته‌است و از آنجایی که حدود ۱۰ مایل جغرافیایی در فاصله مستقیم از سالونیک قرار دارد، می‌توان آن را با دماغه مگالو امبولو شناسایی کرد؛ بنابراین انیا باید شمال‌تر از پیدنا بوده باشد. انیا توسط کورینتوس مستعمره شد. هرودوت از این شهر یاد کرده‌است و تا زمان جنگ‌های روم در یونان همچنان یک مکان مهم بوده‌است، اگرچه گفته شده زمانی که شهر دوم توسط کاساندر تأسیس شد، بخش بزرگی از جمعیت آن به سالونیک منتقل شده‌است. این شهر در دوران باستان سکه‌هایی ضرب می‌کرد که برخی از آنها امروزه باقی مانده‌است. انیا در نزدیکی نیا میچانیونا (Nea Michaniona) امروزی واقع شده‌است.